# Сарана Павло Васильович
Павло́ Васи́льович Сарана́ (1909 , Лиманівка, Харківська губернія, Російська імперія  — невідомо ) — український радянський діяч, залізничник. Депутат Верховної Ради УРСР 1-го скликання (1938–1947).

## Біографія
Народився 1909 року в родині сторожа-залізничника у виселку Панютино, тепер смт Панютине, Харківська область, Україна.
З 1926 року — чорнороб на будівництві мосту в Катеринівці на Харківщині. Потім працював табельником на обвідній залізничній колії, на 8-й дільниці Лозівського залізничного вузла та на ремонті при вагонній передачі. З 1929 року був кочегаром та помічником машиніста паровоза.
У 1934 році закінчив курси машиністів паровозів у місті Кременчуці.
З 1934 року — машиніст паровоза «ФД (Фелікс Дзержинський)» паровозного депо станції Лозова Харківської області. Був ініціатором стахановської роботи на залізничному транспорті в Лозовій. Обирався членом ЦК профспілки залізничників Півдня.
26 червня 1938 року обраний депутатом Верховної Ради УРСР 1-го скликання по Лозовській виборчій окрузі № 249 Дніпропетровської області.
У 1938 році закінчив курси командирів залізничного транспорту Південної залізниці.
Член ВКП(б) з 1939 року.
Станом на 1945 рік — начальник паровозного відділення станції Лозова Харківської області.

## Нагороди
- медаль «За трудову відзнаку»
- знак «Ударник сталінського призову»